# 博奈
博奈（法語：Bonnay，法語發音：[bɔnɛ]）是法国杜省的一个市镇，属于贝桑松区。

## 地理
博奈（47°20'3"N, 6°3'1"E）面积7.66 平方千米，位于法国勃艮第-弗朗什-孔泰大區杜省，该省份为法国东部内陆省份，北起上索恩省，西接汝拉省，东部及东南部与瑞士接壤，东北部与贝尔福地区省接壤。
与博奈接壤的市镇（或旧市镇、城区）包括：比捷、塔勒奈、奥尼翁河畔沃赖、沙蒂永勒迪克。

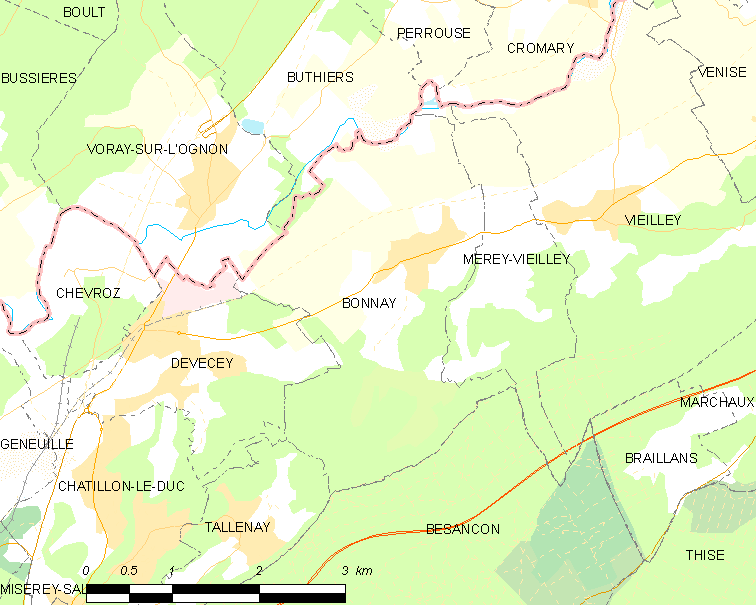
博奈的OSM定位图

博奈的时区为UTC+01:00、UTC+02:00（夏令时）。

## 行政
博奈的邮政编码为25870，INSEE市镇编码为25073。

## 政治
博奈所属的省级选区为博姆莱达姆县。

## 人口

1962-2008年间博奈人口变化图示

博奈于2022年1月1日时的人口数量为828人。